# Real World Studios

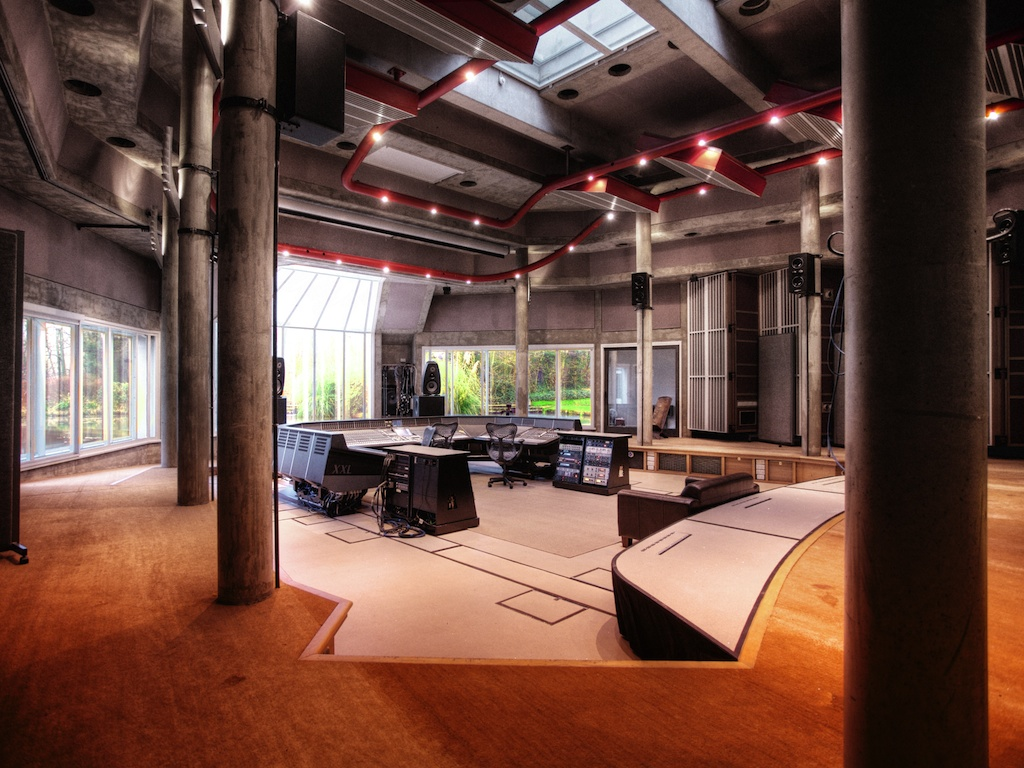
De Big Room in de studio.

Real World Studios is een opnamestudio in Box, Wiltshire. De studio is verbonden met het label van rockmuzikant Peter Gabriel, Real World Records.
De Big Room in de studio is een van de grootste regelkamers van de wereld. De kamer is ontworpen als een plek om samen te werken, maar bevat ook twee aparte geïsoleerde kamers. Daarnaast is er ook een Wood Room aanwezig, dat is een levendige en akoestische kamer. Het gebouw bevat ook een grote repetitieruimte en een kantine.

## Artiesten die hier muziek hebben opgenomen
- Marillion
- Manic Street Preachers
- Kanye West
- Jay-Z
- Beyoncé
- Muse
- Laura Marling
- Crowded House
- Take That
- Sade
- New Order
- Tom Jones
- Starsailor
- Stereophonics
- Kylie Minogue
- Placebo
- Vanessa Carlton
- Elbow

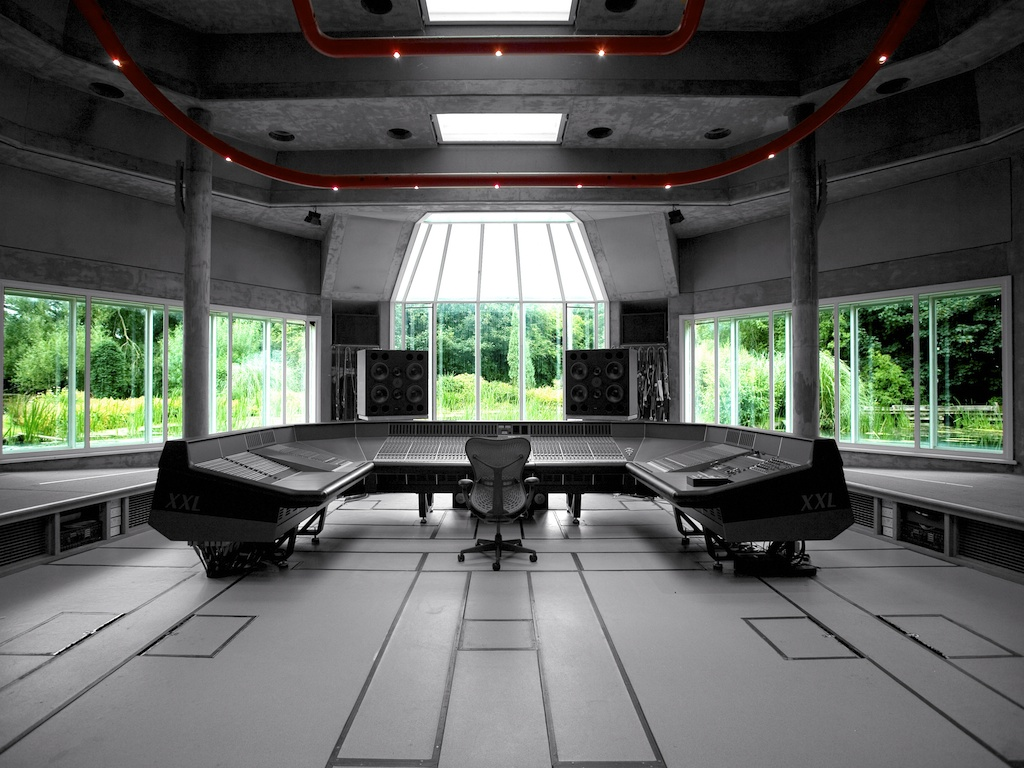
De Big Room.
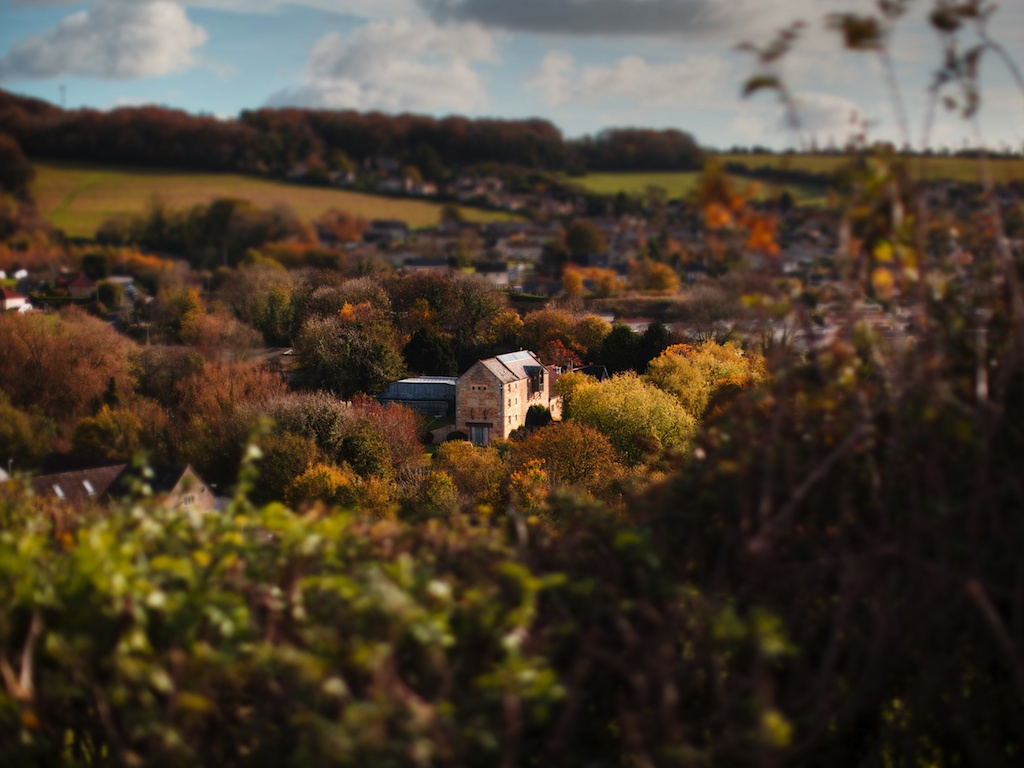
Buitenkant van de studio.
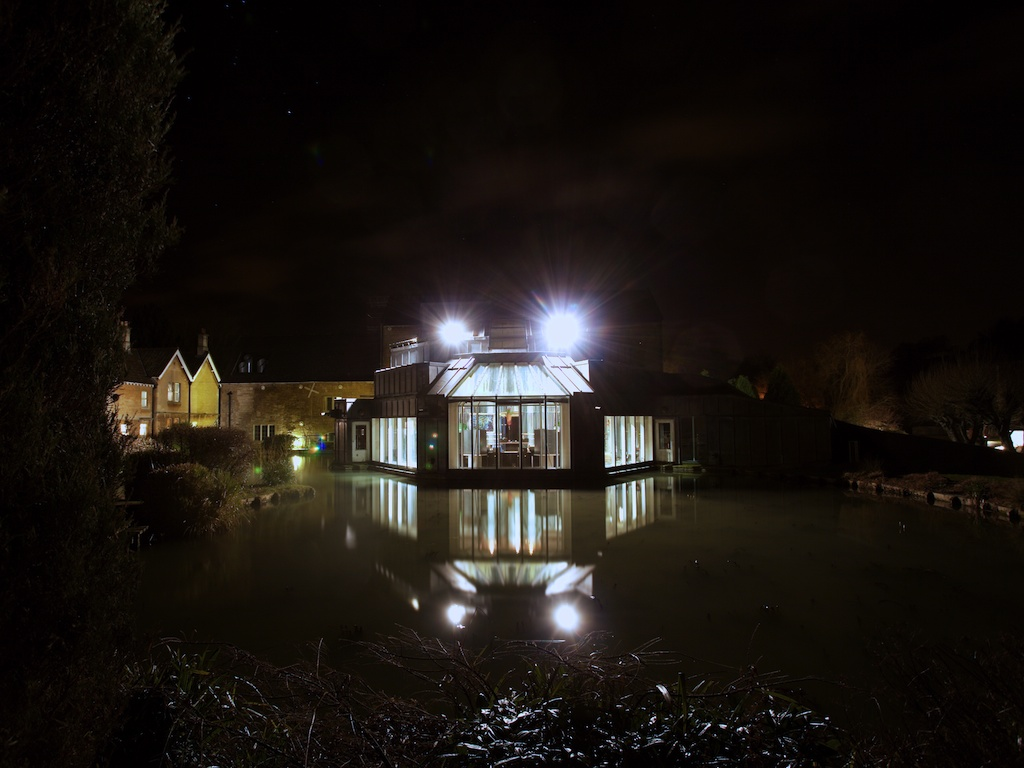
De studio bij nacht.

## Films en televisieseries
In januari 2008 zijn er werkzaamheden verricht aan de Big Room om deze geschikt te maken voor het afronden van film- en televisieprojecten. Onder andere Quantum of Solace, The Golden Compass en Green Zone zijn voorbeelden van films waaraan gewerkt is.